# Fairfield University

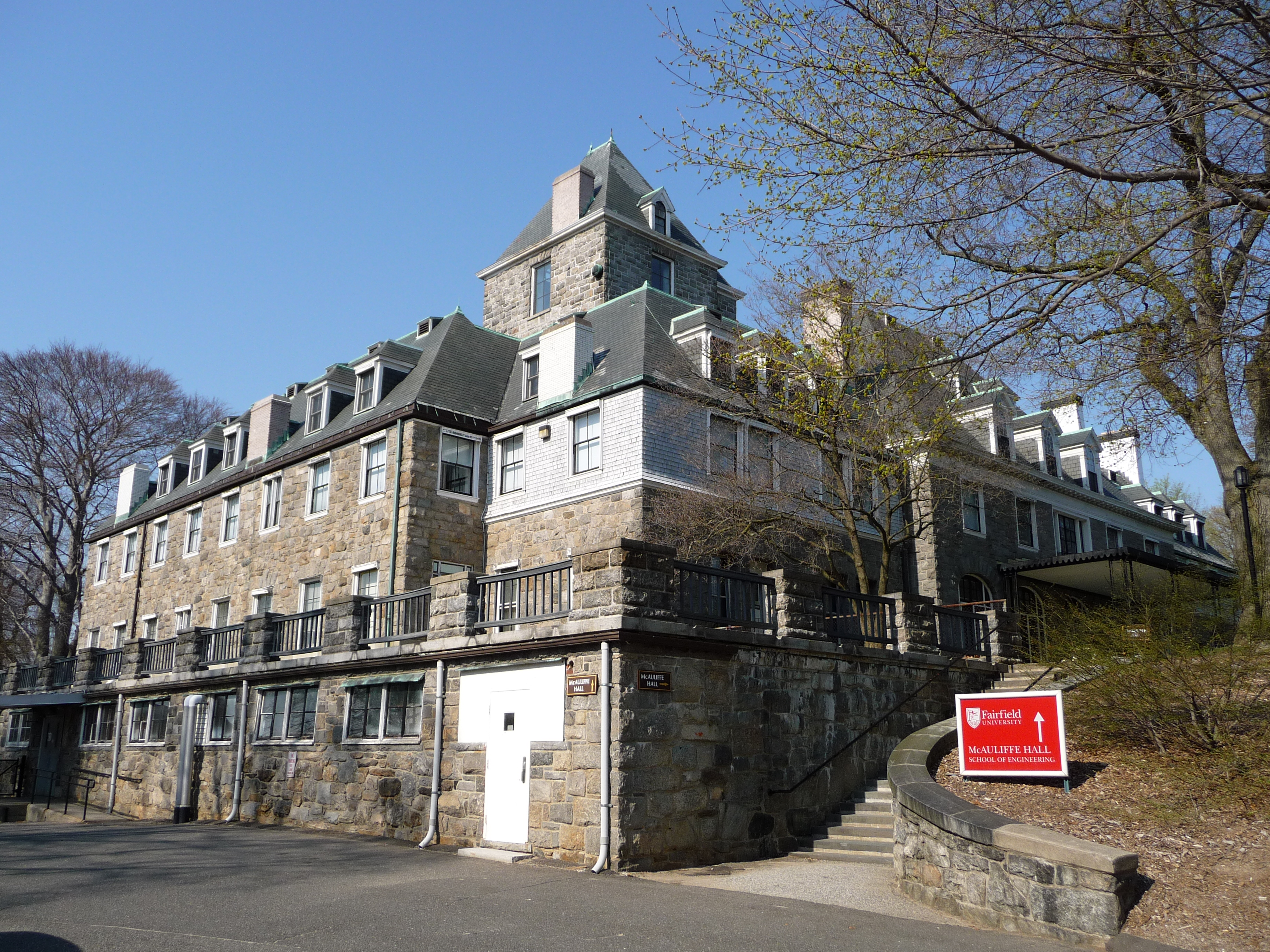
McAuliffe Hall – School of Engineering

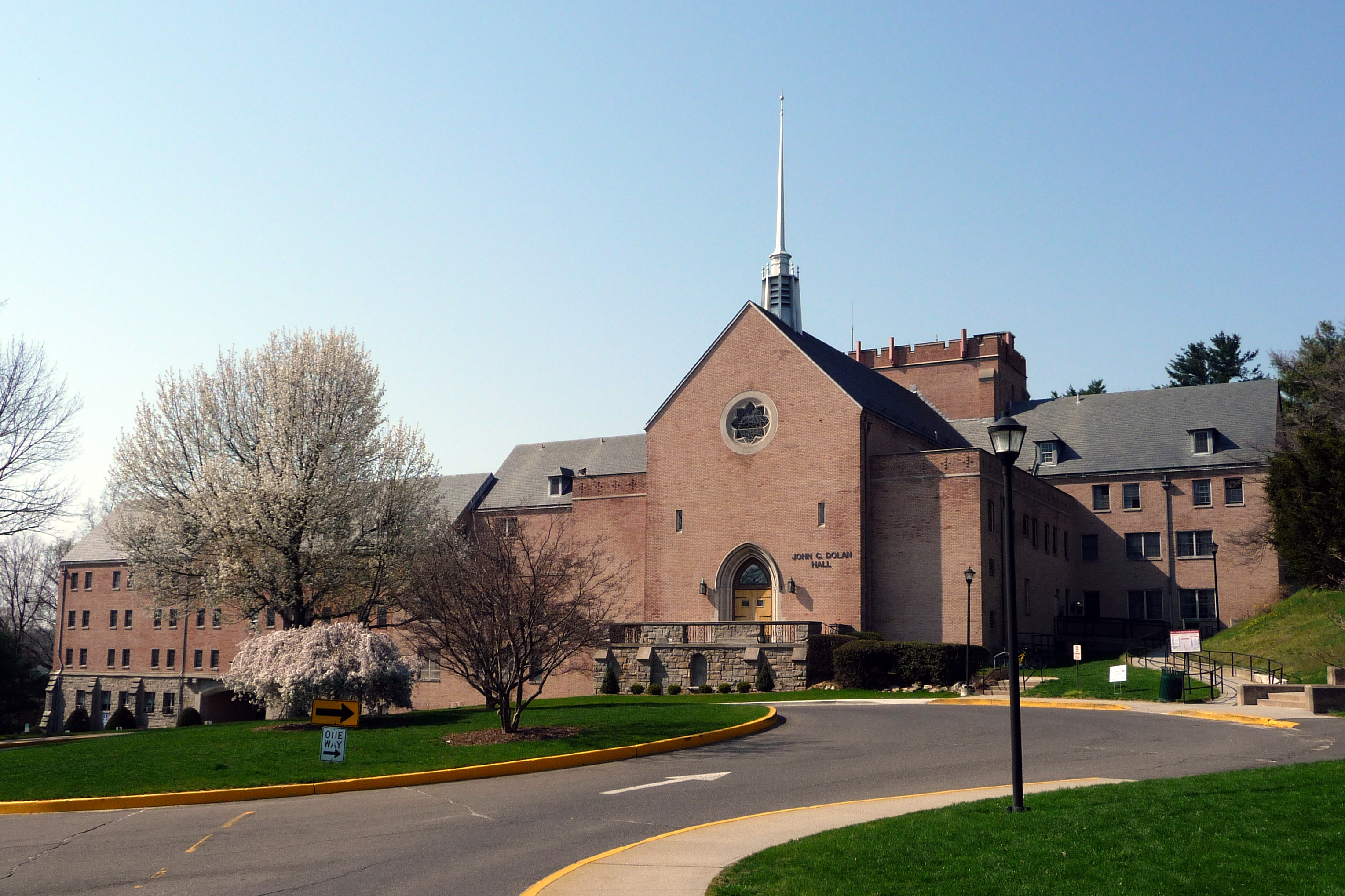
Dolan Hall

Die Fairfield University ist eine Privatuniversität in römisch-katholischer Trägerschaft mit Sitz in Fairfield im US-Bundesstaat Connecticut.

## Hochschule
Die Gründung erfolgte 1942 durch die Jesuiten und ist eine von 28 Mitgliedern der Association of Jesuit Colleges and Universities.
Zurzeit studieren zirka 4.000 undergraduate und 900 graduate Studenten an den sechs Colleges der Fairfield University. Die Lage des Campus in Fairfield direkt am Long Island Sound ermöglicht es fortgeschritteneren Studenten, in Strandhäusern zu wohnen. Mit den regelmäßig verkehrenden Zügen der Metro North (MTA) ist New York City (Grand Central Terminal) nur eine Stunde entfernt.
Die Hochschule wurde 2020 erstmals als census-designated place (CDP) mit 2884 Einwohnern erfasst.

## Studienangebot
An der Universität werden Bachelors in 33 Hauptfächern sowie 30 Master-Studiengänge an folgenden Fakultäten angeboten.
- College of Arts and Sciences
- School of Engineering
- School of Nursing
- Graduate School of Education and Allied Professions
- Charles F. Dolan School of Business
- University College

## Rankings
In Hochschulrankings gehört die Hochschule laut The Princeton Review zu den besten Colleges im Nordosten der USA. Und U.S. News and World Report stuft die Fairfield University 2008 auf Rang 4 unter den besten regionalen Universitäten mit einem Masters-Programm (universities) im Norden der USA ein.

## Sport
Die Sportteams heißen Stags und spielen auf NCAA Division 1-Ebene (höchstes Level) in der Metro Atlantic Athletic Conference. Die Lacrosse- und die Fußballmannschaft sind 'nationally ranked', das heißt, sie gehören zu den 25 besten College-Teams der USA. Die offizielle Universitätsfarbe ist Kardinalsrot.

## Bekannte Absolventen
- Adam Braz, 2001, kanadischer Fußballspieler
- E. Gerald Corrigan, 1963, ehemaliger Präsident der Federal Reserve Bank of New York
- Kathleen Murphy, Präsidentin von Fidelity Personal Investing